# Adiantopsis
Adiantopsis es un género con 9 especies de helechos de la familia Pteridaceae. Se encuentra en América, desde las Antillas hasta Argentina.

## Descripción
Son helechos terrestres o rupícolas; con rizoma erecto, decumbente y cortamente rastrero, escamoso, las escamas estrechas, concoloras o bicoloras, o ligeramente bicoloras, pardas, moderadamente rígidas, los márgenes enteros; hojas monomorfas, fasciculadas, raramente distantes; pecíolos y ejes sulcados o adaxialmente aplanados; pecíolo atropurpúreo, glabro o escamoso en la base, con alas estrechas y membranáceas; lámina pedata, radiada o 1 a 4-pinnada; pinnas estrechamente elípticas, la base y el ápice agudo; pínnulas o segmentos sésiles a cortamente peciolulados, subdimidiados, más o menos cuadrangulares, la base auriculada acroscópicamente, glabra, el ápice redondeado; nervaduras libres, simples; soros marginales, discretos; indusio escarioso, redondeado a lunado, moderadamente a bien diferenciado del margen recurvado; esporas tetraédrico-globosas, triletes, equinadas y con frecuencia la base de las espinas más o menos reticulada; x=30.

## Distribución
Este género es principalmente neotropical, con sólo una especie en los Paleotrópicos, en Madagascar. Adiantopsis¡¡ se relaciona con Cheilanthes. 

## Taxonomía
Adiantopsis fue descrito por Antoine Laurent Apollinaire Fée y publicado en Mémoires sur les Familles des Fougères 5: 145. 1852. La especie tipo es: Adiantopsis radiata (L.) Fée.

## Especies aceptadas
A continuación se brinda un listado de las especies del género Adiantopsis aceptadas hasta abril de 2012, ordenadas alfabéticamente. Para cada una se indica el nombre binomial seguido del autor, abreviado según las convenciones y usos.
- Adiantopsis chlorophylla (Sw.) Fée
- Adiantopsis fordii (Baker) C. Chr.
- Adiantopsis lindigii (Mett.) Prantl
- Adiantopsis monticola (Gardner) T. Moore
- Adiantopsis perfasciculata Sehnem
- Adiantopsis pteroides (Sw.) T. Moore
- Adiantopsis radiata (L.) Fée
- Adiantopsis reesii (Jenman) C. Chr.
- Adiantopsis seemannii (Hook.) Maxon